# Heterischnus coxator
Heterischnus coxator là một loài tò vò trong họ Ichneumonidae.